# Mnesarchaea fallax
Mnesarchaea fallax is een vlinder uit de familie van de Mnesarchaeidae. De wetenschappelijke naam van de soort is voor het eerst geldig gepubliceerd in 1927 door Philpott.